# IC 4840
IC 4840 ist eine Balken-Spiralgalaxie vom Hubble-Typ SBa im Sternbild Teleskop am Südsternhimmel. Sie ist rund 180 Millionen Lichtjahre von der Milchstraße entfernt.
Das Objekt wurde am 16. September 1901 vom US-amerikanischen Astronomen DeLisle Stewart entdeckt.